# Heinrich Friedrich Francke

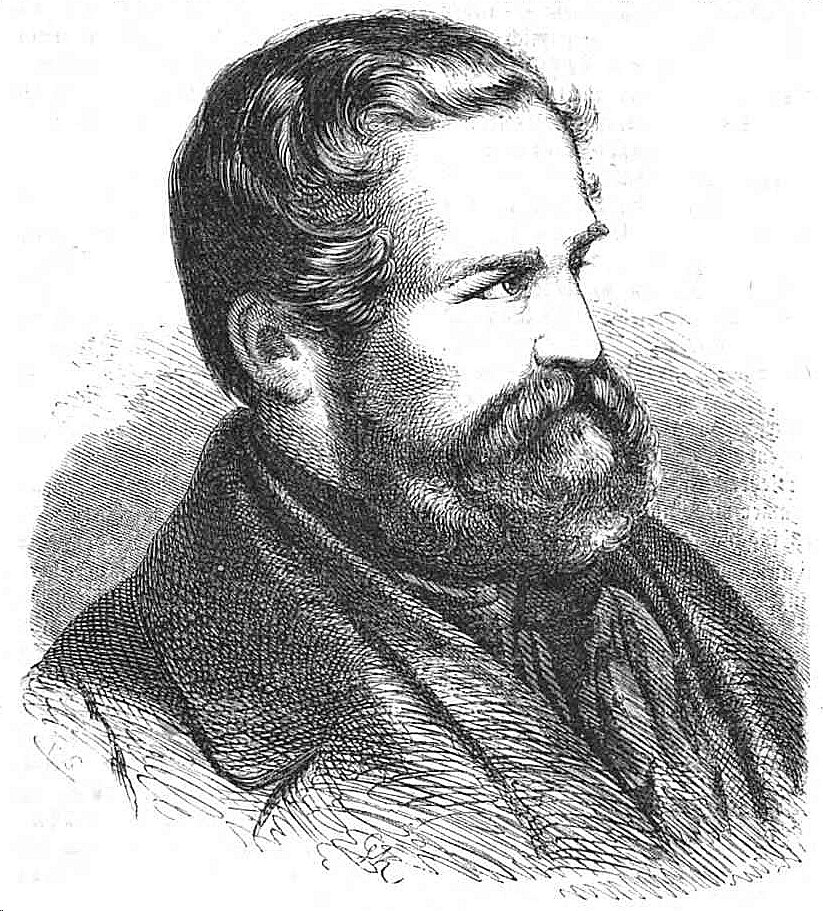
Heinrich Friedrich Francke

Heinrich Friedrich Francke, Pseudonym: J. H. Rausse (* 18. August 1805 in Güstrow; † 12. Juli 1848 in Alexandersbad), war ein deutscher, im Großherzogtum Mecklenburg-Schwerin und im Königreich Bayern tätiger Naturheilkundler, Hydropath (Experte für Wasserheilkunde) und Fachschriftsteller.

## Pseudonym
Heinrich Friedrich Francke erhielt während seiner zahlreichen Studiengänge aufgrund seiner vitalen Leistungsstärke den Biernamen „Roß“ (in französisch verfremdeter Umschrift „Rausse“). Er veröffentlichte unter dem Pseudonym J. H. Rausse mehrere Schriften über Wasserheilkunde, u. a.

## Leben
Heinrich Friedrich Francke wuchs in Mecklenburg-Schwerin auf als ältestes Kind aus zweiter Ehe des Güstrower Dompredigers und (späteren) Superintendenten Heinrich Francke (1766–1838). Er war ein Bruder der Malerin Pauline Steinhäuser und der als Professorengattin in Rom lebenden Auguste Henzen (1817–1869), Ehefrau des Archäologen und Hochschullehrers Wilhelm Henzen (1816–1887).
Ständig kränkelnd kam Francke erst im Alter von elf Jahren auf die Güstrower Domschule, die er Ostern 1824 mit dem Abitur beendete. Anschließend studierte er bis 1828 zunächst Theologie in Halle (Saale), Jena, Rostock und Berlin, ohne einen Abschluss in diesem Fach zu erreichen. Sich dem geistlichen Beruf verweigernd hörte er zudem philosophische, medizinische und naturwissenschaftliche Vorlesungen und wechselte mehrfach die Unterrichtsfächer. Durch die Naturphilosophie von Rousseau beeinflusst besuchte er dann die Forstakademie Aschaffenburg. Nach seinem Examen 1830 als Forsttaxator und Forstgeometer trat er zunächst eine Reise durch Süddeutschland und Oberitalien an. Eine England- und Amerikareise, wo er sich (motiviert von seiner Sehnsucht nach „grünem Naturerleben“) sehr lange bei den Osage-Indianern aufhielt, verarbeitete er in dem 1836 erschienenen Buch „Reisescenen aus zwei Welten“. In Nordamerika erkrankte er an Gelbfieber und kehrte 1837 nach Deutschland zurück, wo er sich „gesundheitlich völlig zerrüttet“ von Vincenz Prießnitz behandeln lassen wollte.

## Wasserheilkundliches Wirken
Nach einer erfolgreichen Wasserkur (Kaltwasseranwendungen) 1838 in der Gräfenberger Wasserheilanstalt in Schlesien bei Prießnitz begeisterte er sich, obgleich er weiterhin an „paroxysmalem Erbrechen“ litt, für dieses Thema, wandelte das Verfahren noch auf dem Gräfenberg in einem angemieteten Häuschen nach eigenen Bedürfnissen ab. Die Option, 1843 die Leitung der Schweizer Kaltwasser-Heilanstalt Buchenthal zu übernehmen, kam nicht zustande. Francke gründete 1844 am Plauer See, unterstützt von einem dortigen Grundbesitzer zunächst in dessen Gutshaus in Suckow (heute Ortsteil der Gemeinde Zislow) provisorisch untergebracht und wenige Monate später 1845 in (Bad) Stuer eine Kaltwasser-Heilanstalt, deren Leiter er bis 1847 blieb. Im April 1847 leitete er eine Kaltwasser-Heilanstalt in Lehsen bei Wittenburg. In dieser Frühzeit war auch der später als niederdeutsche Schriftsteller zu Berühmtheit gelange Fritz Reuter ab November 1847 Kurgast in (Bad) Stuer. Nachdem Francke die dortige Wasserheilanstalt zu klein wurde und er andauernde Auseinandersetzungen mit dem großherzoglich-mecklenburgischen Kreisphysikus von Plau, Johann Ludwig Dornblüth, hatte, infolge derer ihm auch eine Baugenehmigung verweigert wurde, übernahm er Anfang 1848 im Königreich Bayern die ihm bereits 1847 angebotene Leitung der von Dr. Georg Fickenscher 1840 gegründeten Kaltwasserheilanstalt in Alexandersbad im Fichtelgebirge (Einen ebenfalls 1847 ergangenen, durch Prießnitz vermittelten, Ruf nach Málaga hatte er abgelehnt). Als Kurdirektor kaufte er die Wasserheilanstalt von Alexandersbad. Er starb kurz darauf früh und unerwartet mit 43 Jahren im Juli desselben Jahres in Alexandersbad, dem heutigen Bad Alexandersbad an einer „Verengung des Magenausgangs“ als Folge einer chronischen (möglicherweise in Verbindung mit seiner früheren Gelbfiebererkrankung stehenden) Entzündung des Zwölffingerdarms. Der aus Ludwigslust gebürtige Apotheker Theodor Hahn,  der 1847/48 in Lehsen Franckes Behandlungen genoss, wurde sein wichtigster Schüler und als Herausgeber Verbreiter seiner Lehren.

## Werk und Nachwirkung
Im Gegensatz zu Prießnitz und den beiden Hahn fasste der weniger von Rousseau als vielmehr von der Hufeland-Tradition geprägte Francke in seinem naturheilkundlichen, Inhalte der Humoralpathologie einbeziehenden Konzept Wasser nicht als Heilmittel, sondern nur als Roborans (Stärkungsmittel) zur Beseitigung krankheitsauslösender Stoffe aus dem Körper und somit die Hydropathie als Mittel für den Organismus zur Selbstheilung auf.
Franckes erste wasserheilkundliche Schrift (Der Geist der Gräfenberger Wassercur) erschien 1838 kurz nach seiner Abreise aus Schlesien. 1839 seine kritische Abhandlung „Wasser thut’s freilich“, und wurde damit zum Kritiker und Reformer der bisherigen Heilverfahren. Damit begann eine äußerst kontrovers geführte Diskussion, welche 1860 zu Theodor Sommerfelds Gegenschrift „Wasser thut’s freilich nicht“ führte. Über 30 Jahre später war diese Diskussion immer noch präsent, so dass Johannes Reinelt mit seiner Komödie „Wasser thut’s freilich“ große Erfolge erzielen konnte.
Zu dem großanlegtes Werk Anleitung zur Ausübung der Wasserheilkunde konnte Francke nur das Manuskript für den ersten Band und einen Teil des zweiten Bandes fertigstellen. Das gesamte dreibändige Werk und Weiteres aus dem Gesamtwerk Franckes wurde dann von Theodor Hahn fertiggestellt und herausgegeben (Der dritte Band, Die Behandlung der chronischen Krankheitszeichen, erschien 1852 und enthält neben hydrotherapeutischen und diätetischen Maßnahmen auch die Empfehlung eine fleischlosen, laktovegetabil-vegetarischen, Diät, wie sie Francke 1837 bei Prießnitz kennengelernt hatte.).

## Veröffentlichungen (Auswahl)
- Reisescenen aus Zwei Welten. Güstrow 1836 (Digitalisat); 2. Auflage Quedlinburg 1840.
- Der Stern der Liebe. Zeitz 1838.
- Der Geist der Gräfenberger Wasserkur. Zeitz 1838. (Digitalisat der 2. Auflage, 1839)
- Wasser thut’s freilich! Miscellen zur Gräfenberger Wasserkur. Julius Schieferdecker, Zeitz 1839. (Digitalisat der 2. Auflage von 1840, mit vielen Zusätzen). [Zahlreiche weitere Auflagen und Übersetzungen, fünf bis 1858, zuletzt 7. Auflage u. d. T. Der Geist oder die Philosophie der Naturheilkunde. Frauendorf 1919]
- Beschreibung der von dem Verfasser gegründeten und dirigirten Wasserheilanstalt zu Stuer bei Plau in Mecklenburg. J. Schieferdecker, Zeitz 1846.
- Umrisse der Krankheitslehre. Zeitz 1846.
- Beschreibung der Wasserheilanstalt Lehsen bei Wittenburg in Meklenburg... Parchim, Ludwigslust 1847.
- Über die gewöhnlichsten ärztlichen Mißgriffe beim Gebrauch des Wassers als Heilmittel. Nebst einer Abhandlung über die Aufsaugung und Ablagerung der Gifte und Medikamente im lebenden animalischen Körper und einer Kritik der Kurmethode des Vincenz Prießnitz. Schieferdecker, Zeitz 1847 (Digitalisat).
- Anleitung zur Ausübung der Wasserheilkunde für Jedermann, der zu lesen versteht. Erste Abtheilung. Hrsg. von Theodor Hahn. Ernst Keil Comp., Leipzig 1850 (Digitalisat).
- J. H. Rausse, Theodor Hahn: Anleitung zur Ausübung der Wasserheilkunde für Jedermann, der zu lesen versteht. Hrsg. von Theodor Hahn. 3 Bände, Ernst Keil & Comp., Leipzig 1850–1852.
- J. H. Rausse: Grundlehren der Natur- oder Wasserkunde oder Geist der Gräfenberger Wasserkur. Nach dem Todes des Verfassers durchgesehen, vermehrt und herausgegeben [von Theodor Hahn]., Leipzig: Magazin für Literatur, 1852. (Digitalisat).